# José Ramón Sáinz Morquillas
José Ramón Sáinz Morquillas (Barakaldo, Vizcaya, 16 de enero de 1947 - Bilbao 2 de agosto de 2023), conocido como Morquillas, fue un artista contemporáneo español, escultor, pintor, poeta, crítico de arte y gestor cultural.

## Trayectoria profesional
En el año 1982  se matricula en la Facultad de Bellas Artes de Bilbao, pero no concluyó la carrera debido a su activismo controvertido. Fue uno de los artistas  fundador en 1968  del grupo "Zue", cuyo manifiesto fundacional data de 1969. Entre 1978 y 1988 dirigió el Aula de Cultura de la Caja de Ahorros Municipal de Bilbao, con el fin de apoyar a los artistas emergentes vascos  a través de su gestión, contribuyó en estos diez años programando exposiciones de los principales artistas vascos como del escultor Pello Irazu.
Según su galerista  Petra Pérez, directora de la Galería Vanguardia lo definió como un activista. «No sólo se trataba de un autor, sino también de una persona implicada en su entorno artístico y social. Creó en 1979 el Partido Surrealista de Euskadi porque, según explicaba, la política era una forma inferior del arte».
La primera Facultad de Bellas Artes  de Bilbao generó un nuevo núcleo de artistas diferentes a la etapa anterior de la Escuela Vasca. Morquillas fue uno de los fundadores de la Asociación de Artistas Vascos EAE  Euskal Artisten Elkartea .  
Su trabajo se expandió fuera de la pintura, la escultura y la crítica, llevó a cabo numerosas instalaciones  a lo largo de su trayectoria por lo que ha sido reconocido como un renovador del arte vasco. Recibió un homenaje organizado por Ricardo Franco.
Participó en relevantes exposiciones del arte contemporáneo vasco como en la colectiva  'La trama del arte vasco', celebrada en el Museo de Bellas Artes de Bilbao en 1980 y '20 artistas vascos', exposición que tuvo lugar en el Círculo de Bellas Artes de Madrid en el año 1984

El Dr. Iñigo Sarriugarte Gómez de la Universidad del País Vasco realizó una tesis sobre Morquillas con el título Rebelde con causa: La obra artística de José Ramón Sainz Morquillas en los años 80 y 90 . 
El baracaldés José Ramón Sainz Morquillas (n. 1947) representa una de las figuras más carismáticas y polémicas de la última escena artística en Euskadi. Su obra ubicada en los años 80 y 90 se caracteriza por la provocación y una crítica sin límites hacia todos aquellos estamentos y agentes que manipulan los cauces normales de la creación artística, desde el entramado institucional hasta las injerencias comerciales. El satírico análisis que realiza este escultor se manifiesta mediante performances y especialmente a través de instalaciones, compuestas de significados socio-políticos. 

### Exposiciones
Desde 1987, trabaja con la Galería Vanguardia de Bilbao, realizando exposiciones períódicas y participando con esta galería dirigida por Petra Pérez marzo, en ferias de arte contemporáneo europeas como en la feria internacional ARCO en Madrid en sucesivos años,  en las alemanas Koln Art Fair y  Art Forum Berlín, en la feria portuguesa Arte Lisboa 2001, 2002, 2003.
Ha participado en muestras individuales y colectivas en lugares como Baracaldo, Durango, Bilbao, Vitoria, San Sebastián, Fuenterrabía, Pamplona, Tudela, Orozco, Santander, Barcelona, León, Madrid, Málaga, Florencia y Bolonia.

### Principales exposiciones colectivas
Son numerosísimas las exposiciones colectivas realizadas por Morquillas a lo largo de su carrera, se destacan las revisiones de artistas vascos realizadas en el País Vasco, tales como  La trama del arte vasco (1980) en el Museo de Bellas Artes de Bilbao, 20 artistas vascos (1984) en el Círculo de Bellas Artes de Madrid, Colección pública (1991) en el Museo de Bellas Artes de Vitoria y Bizkaiko Artea (1992) en la sala de la Diputación de Bilbao en varias ediciones.

### Premios
En 1972 obtiene el premio internacional "Mani Tesse" de Florencia; en 1973.
Premio "Marzocco"; en 1974 fue premiado en el VII Gran Premio de Pintura Vasca y obtuvo el premio Gure Artea en dos ocasiones, la primera en 1982  en otro año obtiene el tercer premio "Gure Artea".  Los premios Gure Artea los otorgan el Gobierno Vasco, se conceden anualmente con el objetivo de fomentar las artes plásticas y visuales. Es un reconocimiento a la contribución de los y las artistas al arte contemporáneo vasco y a la cultura vasca. Posteriormente en la edición de 1988, obtuvo el premio "Gure Artea" de escultura.

### Obras en museos y colecciones
Obra  el Museo de Bellas Artes de Bilbao y el Museo de Arte Actual de Barcelona (MACBA), Galería Vanguardia de Bilbao. 
Una muestra de su obra poética figura en la antología 17 Poetas de Bilbao, Bilbao, 1974.